# Vergeet de tijd
Vergeet de tijd is het vierde studioalbum van Belgische dj en producer Regi. Het album kwam uit op 15 mei 2020 door Mostiko. Verschillende samenwerkingen zoals Where Did You Go (Summer love), Ellie en Summer Life behaalden een top 5 notering in de Ultratop 50. Ook staan zes nummers op het album die Regi coverde in het programma Liefde voor muziek, waaronder de nummer 1-hit Kom wat dichterbij.  In oktober 2021 bracht Regi de nummers live in het Sportpaleis, samen met OT en Jake Reese, die ook verschillende keren als gastartiest op het album staan. Eind 2021 werd het album genomineerd voor beste album op de MIA's. Ook de albumsingle Kom wat dichterbij kreeg een nominatie.

## Tracklist
| Nr. | Titel                                                 | Schrijver(s)                                                                                                  | Producent(en)                                                                              | Duur |
| --- | ----------------------------------------------------- | --- | ------------------------------------------------------------------------------------------ | ---- |
| 1.  | "What About Tomorrow" (ft. Craig Lucas)               | Regi Penxten, Timofey Reznikov, Lester Williams, Milo Meskens                                                 | Regi Penxten, Timofey Reznikov, Lester Williams                                            | 3:07 |
| 2.  | "Vergeet de tijd" (ft. Camille)                       | Regi, Jaap Reesema, Timofey Reznikov, Thomas Sempels                                                          | Regi, Timofey Reznikov, Lester Williams, Thomas Sempels                                    | 2:59 |
| 3.  | "Kom wat dichterbij" (ft. OT & Jake Reese)            | Gene Thomas, Wim Claes, Alain Vandeputte                                                                      | Regi, Timofey Reznikov, Lester Senior                                                      | 3:24 |
| 4.  | "If This Was The Last Day of My Life" (ft. Kye Sones) | Regi, Timofey Reznikov, Lester Williams, Kye Sones, David Benjamin                                            | Regi, Timofey Reznikov, Lester Williams                                                    | 3:03 |
| 5.  | "It's Gonna Be Alright" (ft. Lester Williams)"        | Sybil Jefferies, Matthias Heilbronn, Mike Delgado, Lane Powell                                                | Regi, Timofey Reznikov, Lester Williams                                                    | 3:03 |
| 6.  | "Wolves" (ft. Jake Reese)                             | Miguel Wiels, Peter Gillis, Alain Vande Putte, Gert Verhulst, Danny Verbiest, Hans Bourlon, Johan Vanden Eede | Regi, Timofey Reznikov, Lester Williams                                                    | 2:36 |
| 7.  | "Zo ver weg" (ft. OT & Jake Reese)                    | Ben Felix Destrycker                                                                                          | Regi, Jeroen Swinnen, Timofey Reznikov, Lester Williams                                    | 4:05 |
| 8.  | "They Don't Know" (ft. OT & Jake Reese)               | Kirsty MacCool                                                                                                | Regi, Timofey Reznikov, Lester Williams                                                    | 2:48 |
| 9.  | "Il nous faut" (ft. OT)                               | Tom Dice, Cécile Gabrié, John Mamman                                                                          | Regi, Timofey Reznikov, Lester Williams                                                    | 2:46 |
| 10. | "Alles uit het leven" (ft. Jake Reese)                | André Hazes jr., Bram Koning, Edwin van Hoevelaak                                                             | Regi, Timofey Reznikov, Lester Williams                                                    | 3:05 |
| 11. | "Runner Up"                                           | Regi, Timofey Reznikov, Lester Williams, Milo Meskens                                                         | Regi, Timofey Reznikov, Lester Williams                                                    | 3:05 |
| 12. | "More Than Me" (ft. Vince Freeman)                    | Regi, Timofey Reznikov, Lester Williams, Vince Freeman                                                        | Regi, Timofey Reznikov, Lester Williams                                                    | 3:05 |
| 13. | "Never Grow Up" (ft. Tim Dawn)                        | Regi, Timofey Reznikov, Lester Williams, Thijs Vroegop                                                        | Regi, Timofey Reznikov, Lester Williams                                                    | 3:00 |
| 14. | "I Won't Tell" (ft. MATTN)                            | Regi, Francesca Richard, Dimitri Vegas & Like Mike, Anouk Matton, Peter Hanna, Max Baasten                    | Regi, Francesca Richard, Dimitri Vegas & Like Mike, Anouk Matton, Peter Hanna, Max Baasten | 2:39 |
| 15. | "You Got Me" (ft. Janieck)                            | Regi, Lester Williams, Janieck Van de Polder, Mark Vallance                                                   | Regi, Thomas Sempels, Lester Williams                                                      | 3:07 |
| 16. | "Where Did You Go (Summer Love)" (ft. Alex Alexander) | Regi, Timofey Reznikov, Lester Williams, Yves Gaillard                                                        | Regi, Timofey Reznikov, Lester Williams, Yves Gaillard                                     | 3:02 |
| 17. | "Ordinary" (ft. Milo Meskens)                         | Regi, Timofey Reznikov, Lester Williams, Milo Meskens                                                         | Regi, Timofey Reznikov                                                                     | 2:50 |
| 18. | "Ellie" (ft. Jake Reese)                              | Regi, Timofey Reznikov, Lester Williams, Jaap Reesema                                                         | Regi, Timofey Reznikov, Lester Williams,                                                   | 2:45 |
| 19. | "Summer Life" (ft. OT & Jake Reese)                   | Regi, Timofey Reznikov, Lester William Senior, Jaap Reesema, Joren van der Voort                              | Regi, Timofey Reznikov, Lester Williams                                                    | 3:13 |
| 20. | "Rebel" (ft. Jebroer)                                 | Regi Penxten, Timofey Reznikov, Max Oude Weernink, Lester Williams, Timothy Kimman, Bart Possemis             | Regi Penxten, Timofey Reznikov, Lester Williams                                            | 2:46 |